# H2onews
H2onews est une agence de production multimédia catholique. 

## Description
H2onews diffuse des informations en format audio/vidéo/texte sur la vie de l’Église Catholique et sur des événements sociaux et culturels concernant la vie des catholiques en 9 langues :
- Italien
- Anglais
- Espagnol
- Français
- Portugais
- Allemand
- Hongrois
- Arabe
- Chinois

Pour cela, la société utilise un réseau de correspondants à travers le monde ainsi qu'une plateforme de montage et de production située à Rome. Une fois la traduction et le montage effectués, les réalisations sont mises en ligne sur le site internet ou envoyées aux différents partenaires.

## Genèse du projet
Le projet a vu le jour lors du premier congrès mondial des télévisions catholiques, organisé à Madrid en octobre 2006 par le Conseil pontifical pour les communications sociales.
H2onews veut répondre à l’invitation du Pape qui veut que les moyens de communication soient au service de l’évangélisation, de la paix et du développement des peuples (cf. Journée mondiale des communications sociales du 8 mai 2005).

## Origine du nom
H2O est la formule chimique de l’eau, élément essentiel à la vie, qui reste la même dans toutes les langues. De plus, dans la tradition chrétienne l’eau est symbole de vie, de purification, de salut et de vitalité renouvelée.

## Partenaires
Les producteurs d’informations catholiques sont les principaux partenaires d'H2onews. Ce sont en particulier les télévisions, les sites d'informations et les agences de presse multimédias. Parmi les principaux on peut citer :
- Centre de Télévision du Vatican
- Radio Vatican
- Salt & Light TV
- Popular television
- KTO
- EWTN
- Cançao Nova

## Ligne éditoriale
H2onews adopte comme unique critère la vision catholique de la réalité et l’orientation des représentants de l’Église Catholique.

## Projet Pope2You
H2onews est à l'origine de la réalisation du projet Pope2You lancé par le Vatican en mai 2009 pour les jeunes,,,.